# Szinek Izidor
Szinek Izidor (szül. Szinek Sándor) (Tárkány, 1869. február 12. – Budapest, 1925. augusztus 16.) magyar teológus, előbb bencés-rendi, majd lazarista szerzetes.

## Élete
Komárom vármegyében született Szinek Gábor uradalmi ispán és Tóth Ida gyermekeként. Az anyakönyvben Szinek Sándor Adalbert néven szerepel. 1878-tól 1885-ig az esztergomi bencés gimnázium hallgatója volt. 1885. augusztus 2-án lépett be a bencések közé, s a rendben nyerte az Izidor nevet. Teológiai tanulmányait a továbbiakban Pannonhalmán végezte 1888 és 1891 között. Innsbruckban doktorált, eskütételét 1890. július 2-án tette le.
1891. június 29-én szentelték pappá, ezt követően tanár lett a komáromi gimnáziumban. 1892-től pannonhalmi hitszónok, 1893-tól a főapát jegyzője, majd 1896-tól 1905-ig főiskolai tanár. Egyidejűleg 1896 és 1899 között hitoktató volt Tarjánban, ezután 1905-ig a székesegyházi őr tisztségét töltötte be.
1905-ben ideiglenesen a vas vármegyei Celldömölkön szolgált lelkészként. 1909. júniusában engedéllyel átigazolt a bencésektől a lazaristákhoz.

## Munkája
Értekezései és teológiai művei főleg a Hittudományi folyóirat-ban jelentek meg. 1899-től 1904-ig részt vett a Szt Gellért folyóirat szerkesztésében, időszakosan Mázy Engelbert vagy Schermann Egyed közreműködésével.
1921-ben a Szent István Társulat kérésére bekapcsolódott az új, teljes, katolikus magyar nyelvű Biblia elkészítését célzó programba, amelyet azután kezdeményeztek, hogy a Soós István karmelita szerzetes által készített Újszövetség nem talált kedvező fogadtatásra és nem sikerült semmi újat felmutatnia az addig használt Tárkányi Béla-féle szöveggel szemben. Azonban Szinek 1925-ben bekövetkezett halála megakadályozta abban, hogy a munkából komolyan kivegye a részét.

## Külső hivatkozás
- Szinek Izidor Sándor (Magyar Katolikus Lexikon)